# Manfredonia
Manfredonia (autrefois en français, Manfredoine) est une ville italienne de la province de Foggia, dans la région des Pouilles.

## Géographie
Manfredonia est située sur la côte adriatique au sud du Gargano, elle donne son nom au golfe qui la borde.
- Le lac Salso et l'Oasi Lago Salso

## Histoire
La région de Manfredonia actuelle est habitée dès l'antiquité par les Grecs, et fondée par Diomède : Σιπιούς, Sipontum, Siponto. La colonie florissante tombe aux mains des Samnites, est reprise vers 335 av. J.-C. par le roi Alexandre Ier d'Épire, oncle d'Alexandre le Grand.
En 189 av. J.-C., Sipontum est conquise par les Romains et devient une colonie de citoyens, avec un port à la jonction de la route qui suit la côte adriatique avec la Via Appia.
En l'an 663, elle est prise et détruite par les Slaves. Au IXe siècle, Sipontum passe pour un temps aux mains des Sarrasins.
En 1042, les Normands en font le siège d'un de leurs douze comtés, tandis que le Monte Gargano reste byzantin. 
Les Normands, y remportent une victoire décisive sur le général byzantin Argyrus en 1052. 
Siponto est alors un archevêché dans le Comté d'Apulie.
Devenue insalubre en raison de la stagnation de l'eau dans les lagunes, Siponto est abandonnée après le tremblement de terre de 1223. 
La ville moderne de Manfredonia est construite par le roi Manfred Ier de Sicile entre 1256 et 1263, à quelques kilomètres au nord des ruines de l'ancienne Sipontum. 
Les Angevins, qui ont battu Manfred et lui ont ôté le royaume de Sicile, baptisent la ville Sypontum Novellum, mais ce nom ne s'est jamais imposé.
En 1528, Manfredonia résiste à une attaque française menée par le vicomte de Lautrec.
En 1620, elle est détruite par les Turcs, qui ne laissent que le château et une partie des murs.

## Culture

### Patrimoine
Le château de Manfredonia, forteresse médiévale commencée par les Hohenstaufen et complété par les Angevins, et des parties de murailles de la ville sont toujours bien conservées. Le château a reçu une nouvelle ligne de remparts au XVe siècle.
Dans l'église San Domenico, la chapelle de la Maddalena contient des peintures du XIVe siècle. Trois kilomètres au sud-ouest se trouve l'ancienne cathédrale de Siponto, aujourd'hui basilique de Siponto, construite en 1117 dans le style roman, avec un dôme et une crypte. Et près de là, les hypogées de Siponto, grottes naturelles et transformées en nécropole.
À sept kilomètres au sud-ouest se trouve l'ancienne abbaye San Leonardo.
Manfredonia est aussi le siège de l'archevêché de Manfredonia-Vieste. S. Giovanni Rotondo, la cathédrale fut reconstruite vers 1600 après la destruction par les Turcs de la précédente du XIIIe siècle.

### Sport
La ville dispose de son propre stade de football, le Stade Miramare, qui sert d'enceinte à domicile au principal club de la ville, le Manfredonia Calcio 1932.

## Administration
| Période                                  | Période        | Identité                                                                   | Étiquette                                               | Qualité                 |
| ---------------------------------------- | -------------- | -------------------------------------------------------------------------- | ------------------------------------------------------- | ----------------------- |
| août 1946                                | novembre 1946  | Alfonso Rossignoli                                                         |                                                         | commissaire préfectoral |
| décembre 1946                            | août 1948      | Nunzio Casalino                                                            | Parti communiste italien                                |                         |
| septembre 1948                           | janvier 1949   | Felice Cafarelli                                                           |                                                         | commissaire préfectoral |
| janvier 1949                             | mai 1949       | Francesco Puglisi                                                          |                                                         | commissaire préfectoral |
| mai 1949                                 | novembre 1958  | Giuseppe Brigida                                                           | Démocratie chrétienne                                   |                         |
| novembre 1958                            | décembre 1960  | Pietro Montesanti                                                          |                                                         | commissaire préfectoral |
| décembre 1960                            | décembre 1961  | Alfonso Mario De Padova                                                    |                                                         |                         |
| décembre 1961                            | septembre 1962 | Leopoldo Carneglia                                                         |                                                         | commissaire préfectoral |
| octobre 1962                             | décembre 1966  | Nicola Ferrara                                                             | Démocratie chrétienne                                   |                         |
| décembre 1966                            | novembre 1968  | Antonio Valente                                                            |                                                         |                         |
| novembre 1968                            | juillet 1969   | Francesco Latilla                                                          |                                                         | commissaire préfectoral |
| juillet 1969                             | juin 1975      | Nicola D'Andrea                                                            | Parti communiste italien                                |                         |
| juin 1975                                | janvier 1982   | Michele Magno (it)                                                         | Parti communiste italien                                |                         |
| janvier 1982                             | août 1985      | Girolamo Campo                                                             | Parti communiste italien                                |                         |
| août 1985                                | avril 1987     | Enrico Carmone                                                             | centre-gauche                                           |                         |
| avril 1987                               | août 1989      | Matteo Quitadamo                                                           | Démocratie chrétienne                                   |                         |
| août 1989                                | février 1990   | Agostino Ricucci                                                           |                                                         | commissaire préfectoral |
| février 1990                             | octobre 1990   | Michele Spinelli                                                           | Parti communiste italien                                |                         |
| octobre 1990                             | juin 1992      | Francesco Castriotta                                                       | Parti communiste italien - Parti démocrate de la gauche |                         |
| juin 1992                                | juin 1993      | Agostino Ricucci                                                           |                                                         | commissaire préfectoral |
| juin 1993                                | juin 1994      | Giuseppe Sinigallia                                                        | centre-gauche                                           |                         |
| juin 1994                                | juin 1995      | Giuseppe Dicembrino                                                        | Centre chrétien-démocrate                               |                         |
| juin 1995                                | novembre 1995  | Orazio Ciliberti                                                           |                                                         | commissaire préfectoral |
| novembre 1995                            | mai 2000       | Gaetano Prencipe                                                           | Populaires pour Prodi                                   |                         |
| mai 2000                                 | mars 2010      | Francesco Paolo Campo                                                      | Parti démocrate de la gauche - Parti démocrate          |                         |
| avril 2010                               | avril 2019     | Angelo Riccardi                                                            | Parti démocrate                                         |                         |
| avril 2019                               | octobre 2019   | Vittorio Piscitelli                                                        |                                                         | commissaire préfectoral |
| octobre 2019                             | novembre 2021  | Vittorio Piscitelli, Francesca Anna Maria Crea, Alfonso Agostino Soloperto | commission extraordinaire                               |                         |
| novembre 2021                            | En cours       | Giovanni "Gianni" Rotice                                                   | centre-droit                                            |                         |
| Les données manquantes sont à compléter. |                |                                                                            |                                                         |                         |

### Hameaux
Siponto, Riviera Sud, San Salvatore, Pastini, Tomaiuolo, Ruggiano.

### Communes limitrophes
Carapelle, Cerignola, Foggia, Monte Sant'Angelo, San Giovanni Rotondo, San Marco in Lamis, Zapponeta.

## Personnalités liées
- Pino Rucher (1924-1996), guitariste et arrangeur italien y est né ;
- Ivana Lotito (it)(1983-), actrice italienne y est née.

## Anecdotes
En Italie, un grand dauphin surnommé Filippo s'est installé dans les eaux du port de Manfredonia, de 1998 jusqu'à sa mort en 2004. L'animal se montrait amical envers les humains, mais ce choix apparent de s'éloigner de ses semblables afin de vivre à proximité des humains est inhabituel et devint l'objet de recherche scientifique afin de mieux comprendre l'éthologie des populations de grands dauphins dans la méditerranée. Filippo a été retrouvé mort en août 2004 de cause inconnue.